# Roger Craig

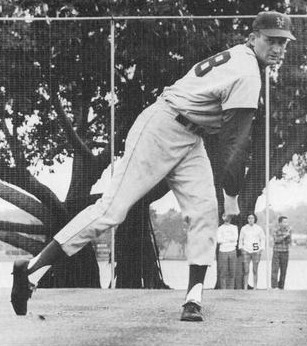
Craig con los Mets en 1963.

Roger Craig (Durham, Carolina del Norte; 17 de febrero de 1930 – 4 de junio de 2023) fue un beisbolista y entrenador de béisbol de Estados Unidos que jugó en la posición de pitcher con cinco equipos en 12 temporadas en la MLB donde ganó cuatro veces la Serie Mundial.

## Carrera

### Jugador
A nivel colegial practicó varios deportes, pero a nivel universitario jugó Béisbol y baloncesto para NC State Wolfpack por una temporada hasta que en 1950 firma su primer contrato como beisbolista profesional para los Brooklyn Dodgers por 6,000. $
A causa de la guerra de Corea se perdió las temporadas de 1952 y 1953 por hacer el servicio militar. Al año siguiente ganó 10 de 12 partidos en la filial AAA, por lo que a mitad de año fue ascendido al primer equipo. Debutó como profesional el 17 de julio de 1955 ante los Cincinnati Redlegs, donde solo permitió tres hits, permitió una carrera limpia y lanzó el juego completo en la victoria por 6-2, lo alternaron como abridor y relevista largo, lanzó otros dos juegos completos y dos salvamentos, ayudando a los Dodgers a ganar el título de la Liga Nacional y a ganar su única Serie Mundial en Brooklyn ante los New York Yankees.
Craig volvió a aparecer en otras tres ediciones de la Serie Mundial, dos con los Dodgers venciendo nuevamente a los Yankees en 1956 y a los Chicago White Sox en 1959, aunque su actuación como abridor fue un desastre con un promedio de carrera permitidas de 9.98. Con los St Louis Cardinals llegó a la Serie Mundial de 1964 como lanzador de relevo ante los New York Yankees, donde jugó dos partidos y ayudo a los Cardinals a ganar la Serie Mundial.
Tiene también el mérito de ser el lanzador que perdió el primer partido de la historia de los New York Mets en 1962 por 4-11 ante los St Louis Cardinals, equipo con el que tuvo una racha de 18 derrotas consecutivas hasta que logró la victoria por 7-3 ante los Chicago Cubs, lanzando juego completo, pero su récord fue de 3-20.
En sus 12 años de carrera fue conocido por su lanzamiento split-finger fastball, lanzó 368 partidos en 12 años en la MLB, ganó al menos 10 partidos en 1956, 1959 y 1962 con un balance de victorias de 74-98. Lanzó 1536 entradas, recibió 1528 hits, dio 522 bases por bola, 803 ponches y promedio de efectividad de 3.83, 58 juegos completos y 19 salvamentos.

### Entrenador
Al retirarse en 1966 pasó a ser reclutador de Los Angeles Dodgers al año siguiente y a ser entrenador del filial AAA de Albuquerque en 1969, siendo ese mismo año nombrado como el primer entrenador de lanzadores en la historia de los San Diego Padres, equipo donde estuvo por cuatro años.
Regresaría a Los Angeles Dodgers como entrenador de lanzadores de ligas menores en 1973; al año siguiente sería entrenador de los Houston Astros por dos temporadas y en 1976 dirigiría a los San Diego Padres por dos temporadas. A mediados de 1979 sería el entrenador de los Detroit Tigers, pasando al año siguiente a ser entrenador de lanzadores, donde entrenó a Jack Morris y Dan Petry, ganando la Serie Mundial de ese año ante los San Diego Padres.
De 1985 a 1992 fue el entrenador de los San Francisco Giants, donde ganó 90 partidos en 1987 y con su primera apariciones en postemporada desde 1971, pero dos años después perdería 100 partidos. En 1989 ganó el título de la Liga Nacional y perderían la Serie Mundial de 1989 en cuatro partidos ante los Oakland Athletics.